# 121547 Fenghuotongxin
121547 Fenghuotongxin è un asteroide della fascia principale. Scoperto nel 1999, presenta un'orbita caratterizzata da un semiasse maggiore pari a 1,9809237 au e da un'eccentricità di 0,0742541, inclinata di 22,13471° rispetto all'eclittica.